# A11高速公路 (葡萄牙)
A11高速公路（葡萄牙語：A11）是葡萄牙北部一條高速公路，全長80公里。呈弧形，西始於大西洋岸的阿普利亞，中間經過布拉加、吉馬良斯，至卡什特隆伊什。
全線四線行車，設有十七處交流道、三個服務站。1998年阿普利亞至塞卡鎮一段首先通車，2006年全線通車。